# Politica dell'immigrazione negli Stati Uniti d'America
Durante il periodo pionieristico, la preoccupazione principale negli USA era di occupare il territorio (anche per contrastare la resistenza dei nativi) e quindi non posero filtri all'immigrazione. Solo a partire dal 1875 si cominciò a disciplinare l'ingresso escludendo indigenti ed analfabeti, infermi, dementi, prostitute, anarchici e comunisti. Nel 1882 furono esclusi i cinesi e dal 1907 anche i giapponesi, preferendo loro gli europei. Dal 2020 viene nuovamente vietata la naturalizzazione ai comunisti.

## Storia
In generale la legislazione sull'immigrazione degli Stati Uniti può essere divisa nei seguenti periodi:
1. Prima del 1892 i singoli stati gestivano direttamente i flussi d'immigrazione con il risultato che non vi era alcun controllo. Dal 1820 (anno in cui si cominciò a tenere un computo) al 1892 giunsero oltre 15 milioni d'immigrati, soprattutto da Regno Unito, Irlanda, Germania e Scandinavia.
2. Quando poi, grazie anche alla disponibilità di collegamenti sempre più frequenti e regolari, il flusso di immigrati aumentò, il governo federale avocò a sé la gestione delle politiche di immigrazione ed individuò alcuni siti dove concentrò tutta l'attività di accoglienza. In considerazione dell'importanza e del traffico passeggeri che già raggiungeva il porto di New York, si decise di stabilire proprio nei suoi pressi il principale centro di accoglienza (ovviamente altri, più piccoli, erano presenti anche altrove). La scelta della sede fu alquanto laboriosa. Inizialmente si pensò a Castle Clinton e Battery Park, ma la soluzione fu scartata per evitare che l'area cittadina fosse invasa da truffatori e profittatori attirati dalla massa di immigrati. Si propose anche Liberty Island, ma la cosa non ebbe seguito. Alla fine si optò per Ellis Island che però era troppo piccola. Per questa ragione fu artificialmente ampliata dai 12000 m²  originali ai 110000 m² attuali per ospitare tutti gli edifici necessari. Dal 1892 al 1924 arrivarono in America circa 18 milioni di persone, soprattutto dal Regno d'Italia, dalla Romania, dall'Impero russo e dall'Impero austro-ungarico.
3. Con lo scoppio della prima guerra mondiale i flussi calarono drasticamente, per poi riprendere nel 1919-1920. A quel punto diversi legislatori cominciarono a predisporre delle leggi per limitare il numero di immigrati regolarizzabili ogni anno: nel 1921 venne promulgato l'Emergency Quota Act e venne introdotta la National Origin Formula (che sarebbe rimasta fino al 1965). Esse prevedevano una quota di immigrati regolari da ammettere in percentuale rispetto al totale dei residenti statunitensi provenienti da quel paese o etnia. Con la legge sull'immigrazione del 1924, tali requisiti vennero resi ancor più stringenti (in particolare usando un censimento più vecchio, quello del 1890, quando gli immigrati del sud ed est Europa non erano ancora giunti in massa negli Stati Uniti).
4. Dopo il 1924 si giudicò poco efficace questa procedura e si decise di sostituire questi centri con apposite commissioni installate nei paesi d'origine degli immigrati stessi. Nell'occasione furono anche stabilite quote d'immigrazioni da ammettere nei singoli stati che favorivano quelli europei. Nel 1965 si abolì il sistema delle quote nazionali, sostituendolo con altri più convenienti dal punto di vista economico e sociale (ad es. ricongiungimento con familiari ancora all'estero, capacità di investimento, titolo di studio o professione svolta). In quest'epoca i principali flussi migratori provenivano soprattutto dall'Europa meridionale o orientale ed in generale gli immigrati di origine europea ed orientale si equivalevano. Negli anni successivi questi ultimi hanno progressivamente sopravanzato i primi.
5. Dagli anni Ottanta del secolo scorso questo sistema fu perfezionato, dando la preferenza alle persone in possesso di titoli di studio intenzionate a perfezionare gli studi negli Stati Uniti oppure ad intraprendervi attività imprenditoriali, professionali o lavorative altamente qualificate ed istituendo anche una specie di lotteria tramite la quale 50.000 Green Card vengono ogni anno estratte a sorte tra tutti i richiedenti del mondo. Il sistema non è comunque particolarmente restrittivo se gli Stati Uniti accettano ogni anno quasi un milione di immigrati regolari e subiscono numeri ancora maggiori di immigrati irregolari.
6. Si ricorda infine che, vigendo da sempre negli Stati Uniti (come in tutte le Americhe) il principio dello Ius soli, la cittadinanza è automaticamente concessa ai figli degli immigrati, anche irregolari, nati negli Stati Uniti d'America (diversamente da quanto avviene in gran parte dell'Europa, Italia compresa) e che questi figli possono poi quindi ottenere la regolarizzazione dei propri congiunti.

Negli ultimi decenni un importante flusso migratorio, soprattutto illegale, proviene anche dall'America Latina, specialmente dal Messico. Questo flusso è difficile da contrastare a causa del lunghissimo confine che divide i due stati, da cui il nomignolo di border-hopper, river-crosser, ecc. dato ai clandestini, mentre gli immigrati di ordine latino-americana vengono generalmente definiti Latinos (termine un tempo riservato anche agli italiani) o Chicanos.

## L'ordine esecutivo 13769 del 2017
L'ordine esecutivo 13769, dal titolo "Proteggere la nazione da ingressi terroristici stranieri negli Stati Uniti", è un ordine esecutivo firmato dal presidente degli Stati Uniti Donald Trump il 27 gennaio 2017.
L'ordine ha limitato gli arrivi di rifugiati ad una quota massima di 50.000 persone annue ed ha sospeso l'ammissione del programma statunitense per i rifugiati (USRAP) per 120 giorni, dopo di che il programma riprenderebbe per singoli paesi, con la priorità per le domande di asilo avanzate da minoranze religiose perseguitate. L'ordine ha anche indefinitamente sospeso l'ingresso di profughi siriani. Inoltre, l'ordine ha sospeso l'ingresso dei cittadini alieni provenienti da sette paesi a maggioranza musulmana - Iraq, Iran, Libia, Somalia, Sudan, Siria e Yemen - per 90 giorni, dopo i quali verrà effettuata una lista aggiornata degli Stati ammessi. L'ordine consente eccezioni a queste sospensioni caso per caso. Il Department of Homeland Security degli Stati Uniti, in seguito alla prima applicazione dell'ordine esecutivo, ha esonerato dal divieto i legittimi residenti permanenti (i possessori di carta verde). 
Decine di viaggiatori, a decorrere dal giorno di prima applicazione, sono stati arrestati e trattenuti per ore senza accesso alla famiglia o assistenza legale. Inoltre, fino a 60.000 visti sono stati "provvisoriamente revocati", secondo il Dipartimento di Stato. Cause legali contro la politica di immigrazione di Donald Trump sono state immediatamente avanzate, sostenendo che l'ordine, o le azioni adottate a norma l'ordine, violerebbero la Costituzione degli Stati Uniti, le leggi federali e gli obblighi dei trattati. Dopo che alcuni tribunali federali hanno emesso ordini di emergenza - che disponevano la semplice sospensione di detenzione, espulsione o del blocco dei viaggiatori legali, in attesa di sentenze definitive - una sentenza del tribunale distrettuale di Stato di Washington, con base a Seattle, ha sospeso temporaneamente le principali disposizioni del decreto a livello nazionale, tra cui il divieto di viaggio e dei rifugiati della sospensione, salvo il limite di 50.000 ingressi. il Department of Homeland Security ed il dipartimento di Stato hanno smesso di far rispettare l'ordine e ripristinato i visti revocati.
Il governo federale ha preannunciato immediato appello contro la sentenza del giudice federale di Seattle, ma la Corte federale d'appello per il nono circuito ha negato le misure richieste dall'Amministrazione per il ripristino immediato dell'ordine esecutivo.

## Discriminazione politica
Il 2 ottobre 2020 l'United States Citizenship and Immigration Services (USCIS) sancisce l'inammissibilità basata sull'appartenenza o l'affiliazione ai partiti comunisti o qualsiasi, non meglio specificato, "partito totalitario". L'appartenenza o l'affiliazione a tali partiti, che siano statunitensi o stranieri, sarebbero incompatibili con il giuramento di fedeltà alla naturalizzazione degli Stati Uniti d'America, che include l'impegno a "sostenere e difendere la Costituzione e le leggi degli Stati Uniti".